# Lumbrineris cluthensis
Lumbrineris cluthensis är en ringmaskart som beskrevs av Clark 1953. Lumbrineris cluthensis ingår i släktet Lumbrineris och familjen Lumbrineridae. Arten har ej påträffats i Sverige. Inga underarter finns listade i Catalogue of Life.